# Tijmlichtmot
De tijmlichtmot (Pempeliella ornatella) is een nachtvlinder uit de familie Pyralidae, de snuitmotten. De spanwijdte van de vlinder bedraagt tussen de 23 en 27 millimeter.

## Waardplant
De tijmlichtmot heeft thijm als waardplant.

## Voorkomen in Nederland en België
De tijmlichtmot is in België een zeer zeldzame soort. In Nederland is de soort in 1967 voor het laatst waargenomen in de buurt van Colmont. De soort kent één generatie die vliegt van halverwege juni tot augustus.